# Nephodia minima
Nephodia minima är en fjärilsart som beskrevs av Paul Dognin 1911. Nephodia minima ingår i släktet Nephodia och familjen mätare. Inga underarter finns listade i Catalogue of Life.